# Beausoleil-Grand-Bouctouche-Kent
Circonscription électorale provinciale du Canada
Beausoleil-Grand-Bouctouche-Kent est la circonscription électorale provinciale pour l'Assemblée législative du Nouveau-Brunswick, qui doit remplacer Kent Sud, tout en reprenant des parties nord de la Baie de Shediac-Dieppe et des parties sud de Kent Nord.

## Histoire
Elle est créée en 2023 et est contestée pour la première fois lors des élections générales de 2024 au Nouveau-Brunswick. La circonscription couvre les municipalités de Grand-Bouctouche et de Beausoleil, tout en incluant également de grandes parties au sud de Five Rivers et du district rural de Kent.

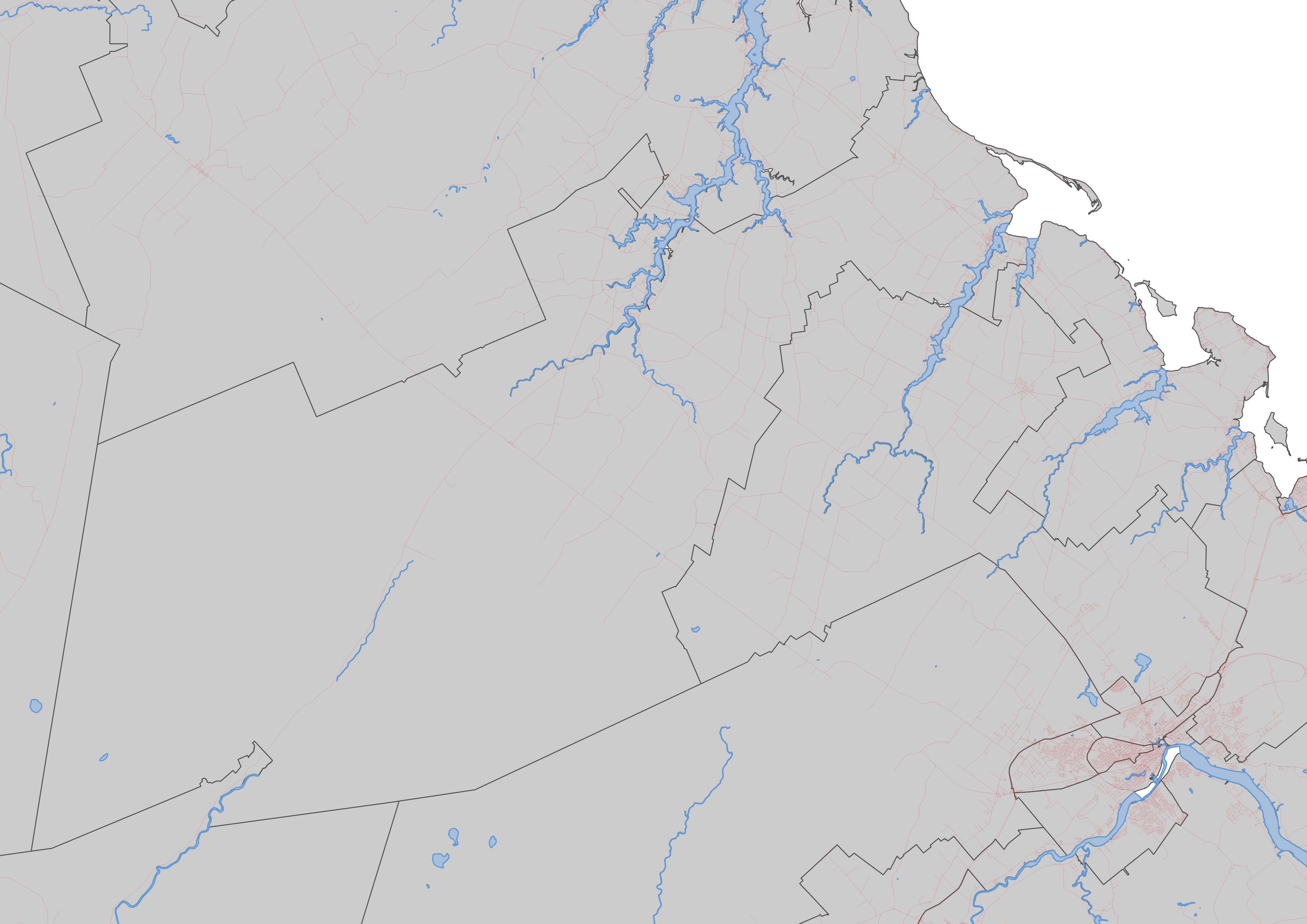
Beausoleil-Grand-Bouctouche-Kent (tel qu'elle existe à partir de 2023) et les routes de la circonscription

## Liste des députés
| Législature                                                        | Années        | Député | Député         | Parti   |
| ------------------------------------------------------------------ | ------------- | ------ | -------------- | ------- |
| Beausoleil-Grand-Bouctouche-Kent Circonscription issue de Kent-Sud |               |        |                |         |
| 61e                                                                | 2024-en cours |        | Benoît Bourque | Libéral |